# Goyave
Goyave, llamada en criollo Gwayav, es una comuna francesa situada en el departamento de Guadalupe, de la región de Guadalupe. 
El gentilicio francés de sus habitantes es Goyaviens y Goyaviennes.

## Situación
La comuna está situada en el este de la isla guadalupana de Basse-Terre.

## Barrios y/o aldeas
Barthélémy, Blonzac, Bois-Sec, Bonfils, Douville, Christophe, Moreau, Morne-à-Gomme, Morne Rouge, La Rose, Sarcelle y Sainte-Claire.

## Demografía
| Gráfica de evolución demográfica de Goyave entre 1961 y 2012 |
|                                                              |

Fuente: Insee

## Comunas limítrofes
| Noroeste: Petit-Bourg y Vieux-Habitants         | Norte: Petit-Bourg        | Noreste: Mar Caribe |
| Oeste: Vieux-Habitants                          |                           | Este: Mar Caribe    |
| Suroeste Vieux-Habitants y Capesterre-Belle-Eau | Sur: Capesterre-Belle-Eau | Sureste: Mar Caribe |